# Karl von Lehndorff (Generalleutnant)
Karl Friedrich Ludwig Reichsgraf von Lehndorff (* 17. September 1770 in Königsberg; † 7. Februar 1854 ebenda) war ein preußischer Generalleutnant und Landhofmeister in Preußen.

## Leben

### Herkunft
Er war Angehöriger des preußischen Adelsgeschlechts Lehndorff und der älteste Sohn des preußischen Landhofmeisters Ernst Ahasverus Heinrich Graf von Lehndorff (1727–1811), Kammerherr der Königin Elisabeth Christine von Preußen, und der Amalie Karoline Gräfin von Schmettau (1751–1830).

### Werdegang
Lehndorff begann seine Laufbahn 1784 auf der Ecole militaire. 1786 war er Gefreiterkorporal im 1. Bataillon Garde (Nr. 15a) und avancierte 1789 zum Fähnrich. Er nahm am Ersten Koalitionskrieg, insbesondere den Belagerungen von Mainz, Landau und den Gefechten bei Weißenburg, Trippstadt und Johanniskreuz teil. 1794 stieg er zum Sekondeleutnant auf und wurde 1795 als Johanniter-Ritter investiert. Seine Beförderung zum Premierleutnant erfolgte im Jahr 1800, als er der Regiment der Gardes du Corps aggregiert wurde. 1801 war er aggregierter Stabsrittmeister und stieg im selben Jahr, nur einen Monat später zum Kapitän und Eskadronchef im Dragonerregiment „von Rouquette“ (Nr. 13). Lehndorff avancierte 1804 zum Major und nahm 1806/1807 am Vierten Koalitionskrieg, insbesondere am Gefecht bei Marienwerder, wo er sich eine Hiebwunde am Kopf zuzog, bevor er in Gefangenschaft geriet, teil. 1807 bereits war er zur Auswechslung vorgesehen, wurde im selben Jahr auf halbes Gehalt gesetzt und ist schließlich dimittiert.
Im Einvernehmen mit den preußischen Landständen stellte er im Frühjahr 1813 das Ostpreußische National-Kavallerie-Regiment auf, das sich wie die Ostpreußische Landwehr 1813 in den Befreiungskriegen gegen die napoleonische Besetzung auszeichnete. Er nahm den Schlachten an der Katzbach, bei Leipzig, bei Laon, bei Paris und den Gefechten bei Bunzlau, Bischofswerder, Roth-Rauschitz, Freyburg an der Unstrut, La Chaussée, Châlons, Montmirail, Château-Thierry, Meaux und Claye teil. An der Katzbach verdiente er sich das Eiserne Kreuz II. Klasse und den Sankt-Stanislaus-Orden, bei Leipzig den Sankt-Georgs-Orden IV. Klasse und schließlich bei Paris den Sankt-Anna-Orden II. Klasse. Noch 1813 wurde er zu General Yorck kommandiert und avancierte zum Oberstleutnant. 1815 wurde Lehndorff mit dem Eisernen Kreuz I. Klasse ausgezeichnet, zu General Zieten kommandiert und stieg in den Rang eines Obersts auf.
1817 wurde er Brigadekommandeur der 2. Kavalleriebrigade und erhielt das Großkreuz der französischen Ehrenlegion. Im Folgejahr war er Kommandeur der 15. Kavalleriebrigade. 1820 wurde er zum Generalmajor befördert. Er kehrte 1824 zur 2. Kavalleriebrigade nach Danzig zurück und hat 1825 das Dienstkreuz erhalten. 1832 wurde Graf Lehndorff als Generalleutnant aus dem aktiven Dienst verabschiedet. Er war Mitglied der Königsberger Freimaurerloge Zu den drey Kronen.
Er hat 1840 den Roten Adlerorden I. Klasse erhalten. Seit 1843 war er Obermarschall des Königreichs Preußen und wurde 1853 Ritter des Schwarzen Adlerordens. Lehndorff war Herr auf Steinort in Ostpreußen.

### Familie
Er heiratete am 26. August 1823 Pauline Gräfin von Schlippenbach (1805–1871), die Tochter des Carl Friedrich Wilhelm Graf von Schlippenbach, Gutsherr auf Schönermark, und der Friederike Caroline Gräfin von Beust. Das Paar hatte folgende Kinder:
- Pauline (1823–1889) ⚭ 17. November 1843 Graf August Heinrich Hermann von Dönhoff (1797–1874)
- Karl Meinhard (1826–1883) ⚭ 16. September 1852 in Basedow, Anna von Hahn (1830–1894)
- Ahasverus Heinrich August Otto Magnus Ferdinand (1829–1905), Landhofmeister in Preußen sowie Generaladjutant des deutschen Kaisers Wilhelm I. ⚭ 26. Oktober 1880 in Rohrbeck, Gräfin Margarete Agnes Antonie von Kanitz (1858–1928)
- Georg Hermann Albrecht (1833–1914) ⚭ 14. Februar 1855 in Königsberg Gräfin Klara von Kalnein (1836–1911)
- Magdalena (1836–1917) ⚭ Heinrich Gustav Graf von Borcke (1829–1916)